# Reinhold Haller

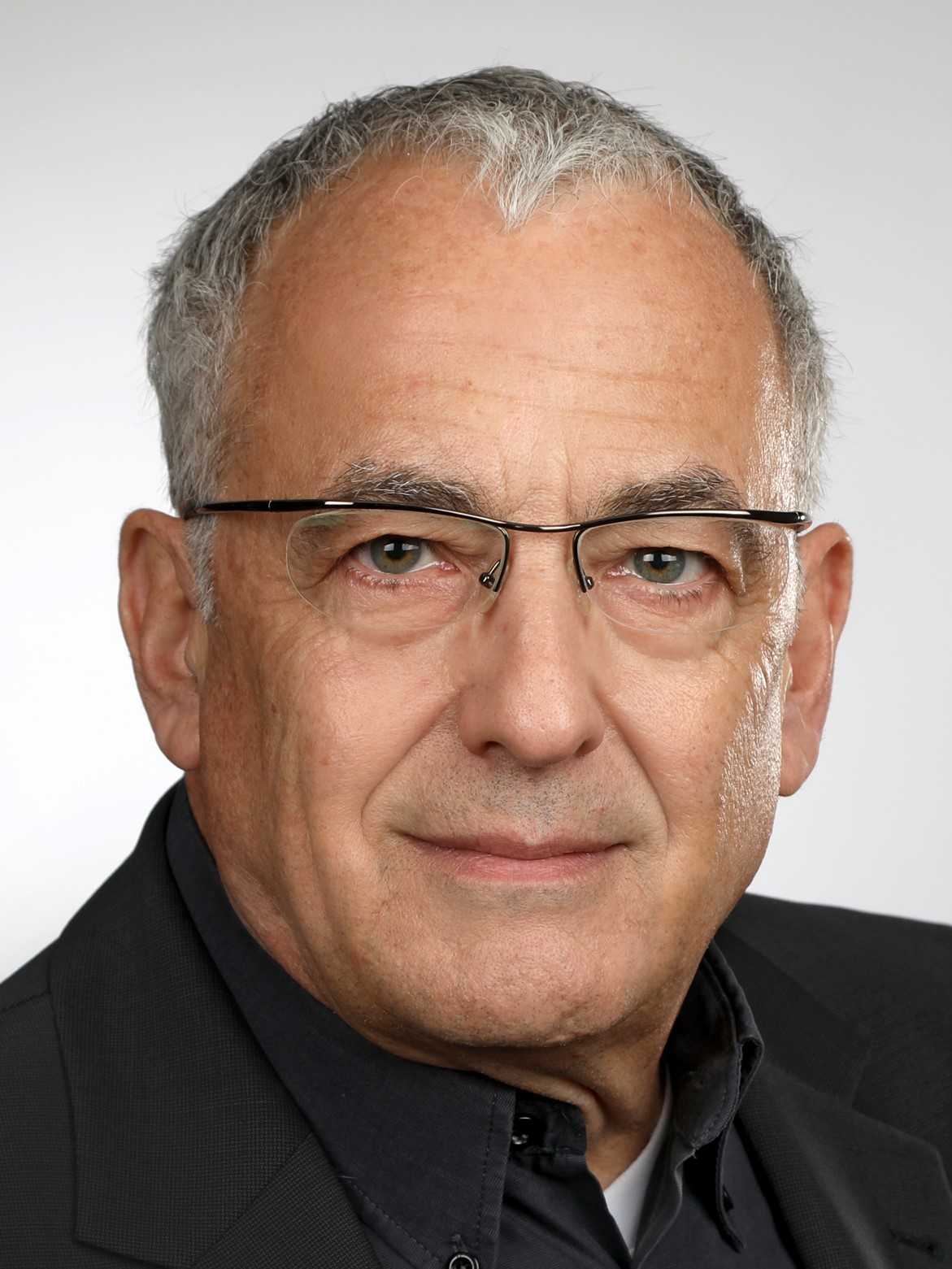
Reinhold Haller (2020)

Reinhold Haller (* 29. Dezember 1955 in Köln) ist deutscher Erziehungswissenschaftler und Fachbuchautor.

## Werdegang
Nach seinem Studium der Erziehungswissenschaften an der Freien Universität Berlin wurde Reinhold Haller 1986 wissenschaftlicher Mitarbeiter an der Universitäts-Kinderklinik (damals Kaiserin-Augusta-Viktoria-Haus, kurz KAVH).  Nebenbei war und ist Reinhold Haller Dozent an verschiedenen Hochschulen in Deutschland.
1993 wurde Reinhold Haller stellvertretender Arbeitsgruppenleiter am Reformstudiengang Medizin an der Charité Berlin. 
1994 promovierte Reinhold Haller an der Technischen Universität Berlin zum Doktor der Philosophie (Dr. phil.).
1996 wurde Reinhold Haller Leiter der Personal- und Organisationsentwicklung am Deutschen Zentrum für Luft- und Raumfahrt DLR in Köln. Er war zuständig für die allgemeine Weiterbildung sowie für die Personalentwicklung der Fach- und Führungskräfte.
Seit 2000 wirkt Reinhold Haller freiberuflich als Berater, Trainer und Coach. Seine Schwerpunkte liegen in den Bereichen (Mitarbeiter-)Führung und Zusammenarbeit, Teamentwicklung sowie effizienten Führungsinstrumenten, insbesondere für den wissenschaftlichen und medizinischen Bereich (Universitäten, Forschungsinstitutionen und -verbünde). Hierzu gehören Beratungs-, Trainings- und Coaching-Angebote für Wissenschaftler und Forschungsinstitutionen. Ehrenamtlich ist Reinhold Haller im Verein Coachingnetz Wissenschaft e.V. tätig.

## Schriften (Auswahl)
Bücher und Buchbeiträge:
- Reinhold Haller (2025): Checkbuch für Führungskräfte. Haufe Verlag, 6. Auflage, ISBN 978-3-648-18416-5.
- Reinhold Haller (2025): Problemfaktor Minderleistung - Ursachen, Präventionsstrategien, Lösungsansätze. 2. aktualisierte Auflage, Haufe Verlag, Freiburg, ISBN 978-3-648-18346-5.
- Reinhold Haller (2025): Führung in Wissenschaft und Forschung – Grundlagen, Instrumente, Fallbeispiele. 4. erweiterte Auflage. Berliner Wissenschafts-Verlag, Stuttgart, ISBN 978-3-8305-5619-0.
- Reinhold Haller (2023): Handbuch Führerschein für Führungskräfte. Kohlhammer Verlag, Stuttgart, ISBN 978-3-17-042986-4.
- Reinhold Haller (2022):  Die Entscheidung – Ein Ratgeberroman über akademische Berufswege. UVK-Verlag, Tübingen, ISBN 978-3-8252-5805-4.
- Reinhold Haller (2022): Mit Fehlern leben lernen - Legasthenie und LRS erfolgreich bewältigen. Kohlhammer Verlag, Stuttgart, ISBN 978-3-17-041520-1.
- Reinhold Haller, Proske H., Reichert J., Eva Reiff E., Triebfürst, S. (2020): Effektiver arbeiten - Werden Sie so gut, wie Sie sein können, Haufe Verlag, Freiburg, ISBN 978-3-648-14043-7.
- Reinhold Haller (2018): Bedürfnis- und lösungsorientierte Gespräche führen – privat und beruflich, Berlin 2018, ISBN 978-3-662-55698-6.
- Reinhold Haller (2012): Delegieren, Haufe Verlag, Freiburg, ISBN 3-648-02541-4.

Artikel in Fachzeitschriften:
- Reinhold Haller (2024): Fehlgriffe bei der Personalauswahl - Anzeichen erkennen und adäquat reagieren. In: Personal in Hochschule und Wissenschaft entwickeln, Ausgabe 4/2024, S. 381–389.
- Reinhold Haller (2024): Perspektivgespräche - Ein Instrument im Kontext von Führung, Betreuung, Personalentwicklung und Mentoring in Wissenschaft und Forschung. In: Personal in Hochschule und Wissenschaft entwi-ckeln, Ausgabe 1/2024, S. 53–67.
- Reinhold Haller (2020): Dysfunktionale Führungsstrukturen im Wissenschaftsbereich und was dagegen zu tun wäre. In: Personal in Hochschule und Wissenschaft entwickeln - Strategie - Praxis - Forschung. Heft 4/2020, S. 33–41.
- Reinhold Haller (2020): Derailment im Forschungsbereich - Eine Folgeerscheinung mangelnder Führungskultur. In: Per-sonal in Hochschule und Wissenschaft entwickeln - Strategie - Praxis - Forschung. Heft 2/2020, S. 79–89.
- Reinhold Haller (2014): Es ist noch kein Problemfall vom Himmel gefallen. In: Deutsche Universitätszeitung (DUZ), Heft 1/2014, S. 73–75.
- Reinhold Haller (2013): Minderleistung in Wissenschaft und Forschung – Tabu-Thema oder Herausforderung für Führungs- und Unternehmenskultur? In: WissenschaftsManagement, Heft 3/2013.
- Reinhold Haller (2013): Tabuthema Minderleistung am Arbeitsplatz. In: Personalführung, Ausgabe 4.2013, S. 26–31.
- Reinhold Haller (2010): Mitarbeitergespräche in Wissenschaft und Forschung – Pflicht und Kür von Führungsinstrumenten im Rahmen der leistungsorientierten Vergütung. In: WissenschaftsManagement, 16. Jahrg., Heft 5/2010, S. 35–41.
- Reinhold Haller (2010): Mitarbeitergespräche in Wissenschaft und Forschung. In: Verwaltung und Management, Ausgabe 5/2010, S. 272–276.
- Reinhold Haller (2010): Führungsinstrumente im Rahmen der leistungsorientierten Vergütung. In: Personalführung, Ausgabe 11/2010, S. 50–57.

Ältere Beiträge:
- Reinhold Haller und F. Scheibler: Patienten als Partner („Shared Decision Making“). In: Diabetes Profi, Heft 10/2004.
- Reinhold Haller (2004): Team-Organisation. In: „das Krankenhaus“, Heft 8/2004.
- Reinhold Haller (2004): Das therapeutische Team: Team-Management als Führungsaufgabe. In: Diabetes-Profi, Heft 3/2004.
- Reinhold Haller, Schuhrke B. (2001): Anders als Erwachsene – Erstellung von Info-Material für Kinder und Jugendliche mit chronischen Erkrankungen: Grundlagen und Hilfen. Bundeszentrale für gesundheitliche Aufklärung.
- Reinhold Haller, Pieck, I. et al. (1997): Qualitative Personalplanung in wissenschaftlichen Einrichtungen – Konzept und Umsetzung in der Deutschen Forschungsanstalt für Luft- und Raumfahrt. In: wissenschaftsmanagement 7/97, S. 31 ff.
- Reinhold Haller, Burger W., Scheffner D. (1996): Curriculare Entwicklung einer Studienreform in der Humanmedizin am Beispiel Reformstudiengang Medizin des Klinikums Rudolf Virchow der Freien Universität Berlin. In: Die Qualität der Lehre in der Medizin. Urban & Schwarzenberg, München ISBN 3-541-12841-0.
- Reinhold Haller, Burger, W., Scheffner D. (1995): Entwicklungsstand des Reformstudiengangs Medizin am Klinikum Rudolf Virchow der Freien Universität Berlin. In: Robert-Bosch-Stiftung / Murrhardter Kreis (Hrsg.): Das Arztbild der Zukunft. Bleicher Verlag, Gerlingen ISBN 3-88350-586-2.